# بني سعيد (المنيا)
قرية بني سعيد  هي إحدي القرى التابعة لمركز أبو قرقاص بمحافظة المنيا في جمهورية مصر العربية. حسب إحصاءات سنة 2006، بلغ إجمالي السكان في بني سعيد 4195 نسمة، منهم 2156 رجل و2039 امرأة.